# Leszek Bandach
Leszek Bandach (Zielona Góra, 3 de junio de 1960) es un deportista polaco que compitió en esgrima, especialista en la modalidad de florete.
Ganó dos medallas en el Campeonato Mundial de Esgrima, plata en 1990 y bronce en 1993, y una medalla de bronce en el Campeonato Europeo de Esgrima de 1991.
Participó en los Juegos Olímpicos de Seúl 1988, ocupando el quinto lugar en la prueba por equipos.

## Palmarés internacional
| Campeonato Mundial | Campeonato Mundial | Campeonato Mundial | Campeonato Mundial  |
| Año                | Lugar              | Medalla            | Prueba              |
| ------------------ | ------------------ | ------------------ | ------------------- |
| 1990               | Lyon (Francia)     | Medalla de plata   | Florete por equipos |
| 1993               | Essen (Alemania)   | Medalla de bronce  | Florete por equipos |
| Campeonato Europeo |                    |                    |                     |
| Año                | Lugar              | Medalla            | Prueba              |
| 1991               | Viena (Austria)    | Medalla de bronce  | Florete por equipos |